# Las verdes praderas
Las verdes praderas és una pel·lícula espanyola dirigida per José Luis Garci el 1979, crítica feroç a la classe mitjana aburgesada de l'època de la Transició espanyola.
Aquesta pel·lícula de José Luis Garcí és, per a alguns crítics, potser, una de les més infravalorades i desconegudes de la seva filmografia. Curiosament i malgrat al pas del temps, el seu missatge de crítica al consumisme de la classe mitjana continua plenament vigent.
Luis García Berlanga li va proposar afegir al final una escena en la qual els personatges, després de cremar el seu xalet, veien un altre en un anunci i el tornaven a comprar.

## Argument
El matrimoni Rebolledo, José (Alfredo Landa) i Conchi (María Casanova), amb els seus dos fills, semblen la família perfecta. Ell té un bon treball en una companyia d'assegurances i la seva dona l'estima sincerament. Poden permetre's alguns capritxos i han adquirit un xalet a la Sierra de Guadarrama (Madrid), on passen els caps de setmana en companyia de família i amics, fent esport i barbacoes. No obstant això, aquesta aparent felicitat amaga una sensació de profunda frustració per l'estil de vida escollit. José no acaba de trobar el seu lloc en aquest escenari de comoditat i aburgesament i decideix trencar amb això.

## Repartiment
- Alfredo Landa - José Rebolledo
- María Casanova - Conchi
- Carlos Larrañaga - Ricardo
- Pedro Díez del Corral -	Alberto
- Cecilia Roth - Matilde
- Norma Aleandro - Fidela

## Premis
35a edició de les Medalles del Cercle d'Escriptors Cinematogràfics
| Categoria                   | Persona          | Resultat  |
| --------------------------- | ---------------- | --------- |
| Millor actor                | Alfredo Landa    | Guanyador |
| Millor actor de repartiment | Carlos Larrañaga | Guanyador |